# Uzbekistan i olympiska vinterspelen 1994
Uzbekistan deltog med 7 deltagare vid de olympiska vinterspelen 1994 i Lillehammer. Totalt vann de en guldmedalj.

## Medaljer

### Guld
- Lina Tjerjazova - Freestyle, hopp.